# نپتون سیتی، نیوجرسی
نپتون سیتی (به انگلیسی: Neptune City) شهری در ایالت نیوجرسی کشور ایالات متحده آمریکا است که جمعیت آن در سرشماری سال ۲۰۱۰ میلادی، ۴٬۸۶۹ نفر بوده‌است.